# Vicente García Peñaranda
Vicente García Peñaranda (Molina del Segura, Murcia, 1893 - Palma de Mallorca, 19 de noviembre de 1967) fue un médico y cirujano español.
Se estableció en Palma y con su hermano Virgilio, también médico cirujano, fundó en los años 20 la Clínica Peñaranda en la zona de Can Bleda, en una manzana entre la Carretera de Valdemosa y la Calle de Alfonso el Magnánimo (antes Carretera de Sóller). El centro permaneció abierto hasta los años 70, después de la muerte de sendos hermanos.
Durante la Segunda República, García Peñaranda se hizo famoso junto con su hermano Virgilio como organizador de tertulias culturales y por su colaboración con las organizaciones obreras mallorquinas.

Las tertulias de los García Peñaranda recogían a la gente más diversa. [...] Al comenzar la Guerra Civil todo este mundo se hundió inmediatamente. Los Peñaranda eran conocidos por sus ideas izquierdistas y liberales. Esto tuvo como consecuencia que fueran encarcelados. Habían hecho amistad con varias familias de Mallorca muy bien situadas, pero esta gente los abandonó completamente cuando llegó la guerra y fueron detenidos. Fue el hermano Miguel quien defendió Virgilio —había sido encerrado en La Misión— en el consejo de guerra y contribuyó a su liberación.
 Notas autobiográficas de Llorenç Villalonga (transcripción de Damià Ferrà-Ponç), Randa, n. 15 (1983)

Posteriormente, el Ayuntamiento de Palma de Mallorca le dedicó una calle en la ciudad, junto con su hermano Virgilio, con el nombre de Calle Hermanos García Peñaranda, cerca de donde estuvo el edificio de la Clínica Peñaranda.